# Grek Zorba
Grek Zorba (gr. Βίος και πολιτεία του Αλέξη Ζορμπά, Víos ke politía tu Aléxi Zorbá) – powieść Nikosa Kazandzakisa wydana w 1946; w przekładzie N. Chadzinikolau na język polski opublikowana w 1971. 
Na podstawie tego utworu powstał musical, balet, a w 1964 film w reżyserii Michaela Cacoyannisa z Anthonym Quinnem w roli głównej.

## Cechy utworu
Fabuła ukazuje losy niezwykłej znajomości młodego inteligenta, udającego się z lądu greckiego na Kretę, oraz przypadkowo spotkanego w portowej tawernie Pireusu niemłodego już mężczyzny o bujnej przeszłości. Narrator powieści zatrudnia Aleksego Zorbę (Alexis Zorbas) jako nadzorcę zakładanej przez niego kopalni i razem wyruszają na wyspę: rozpoczyna się ich wspólna przygoda. Kolejne rozdziały książki prezentują cechy bałkańskiej mentalności, niezniszczalnego optymizmu i dionizyjskiej radości życia. Powieść sugestywnie przedstawia kulturę i obyczajowość mieszkańców Krety, których odmalowuje jako ludzi impulsywnych, ale również życzliwych, kochających muzykę, taniec, śpiew, dobrą zabawę, piękno natury, radość życia, dobrą kuchnię i miłość. Grecja wraz z Kretą ukazana jest jako cudowna, ciepła i słoneczna kraina. W narracji często pojawiają się lokalne przysłowia i mądrości ludowe, które tytułowy bohater przytacza niemal w każdej sytuacji. Jego filozofię życiową można sprowadzić do maksymy: „Ciesz się każdą chwilą, bo życie jest tylko jedno”.
W powieści można wyróżnić kilka wątków i warstw narracji:
1. historii nieudanych przedsięwzięć narratora: eksploatacji kopalni węgla brunatnego, próby zbudowania kolejki linowej do transportu ściętych pni drzew z wydzierżawionego od klasztoru lasu;
2. historii życia Aleksisa Zorby i jego transformacji duchowej – przewijająca się przez całą książkę w postaci wspomnień i opisu bieżących wydarzeń;
3. traktatu filozoficznego będącego zapisem refleksji narratora powieści nad filozofią Buddy i przede wszystkim konfrontacją z filozofią życia Zorby;
4. rozważań o śmierci i przemijaniu towarzyszących dramatycznym wydarzeniom opisanym w powieści: śmierci mnicha Gabriela, starej kokoty Hortensji – „Bubuliny”, wdowy Surmeliny, mnicha Zachariasza, Stavridakisa (przyjaciela narratora), Zorby;
5. przyjaźni narratora ze Stavridakisem.

Akcja powieści toczy się po zakończeniu I wojny światowej, w roku 1918. W ostatnim rozdziale, będącym epilogiem, pojawia się wzmianka: „Był rok 1923”. Z kolei wcześniej bohater pisze, iż od wydarzeń minęło pięć lat.